# Хто такий Гаррі Крамб?
«Хто такий Гаррі Крамб?» (англ. Who's Harry Crumb?) — комедія за участю Джона Кенді у головній ролі. Режисер Пол Флаерті.

## Сюжет
Викрадена дочка мільйонера Пі Джея Даунинґа. Невтішний батько звертається у детективне аґентство «Крамб і Крамб». Керівник розшукового бюро Еліот Дрейзен доручає розслідування цієї справи добродушному і недолугому детективові Гаррі Крамбу.
Еліот Дрейзен абсолютно впевнений, що Гаррі завалить цю справу як і усі інші. А це якраз те, що треба (адже сам керівник причетний до викрадення дівчини). Але Гаррі, схоже, вирішує довести, що правила не бувають без виключень...

## У ролях
- Джон Кенді — Гаррі Крамб
- Джеффрі Джонс — Еліот Дрейзен
- Енні Поттс — Гелен Даунінґ
- Тім Томерсон — Вінс Барнс
- Баррі Корбін — Пі Джей Даунінґ
- Шоуні Сміт — Ніккі Даунінґ
- Велрі Бромфілд — детектив Кейсі
- Доуґ Стеклер — Дуейн
- Рене Коулман — Дженніфер Даунінґ
- Уеслі Манн — дворецький Тім
- Темсін Келсі — Мері Кеннелл
- Джо Флаерті — швейцар

## Місця зйомок фільму
Зйомки кінострічки проходили в Лос-Анджелесі (Каліфорнія, США), Ричмонді та Ванкувері (Британська Колумбія, Канада).